# ایستگاه سلجوق
ایستگاهِ سلجوق فیلم‌نامه‌ای فیلم‌نشده از بهرام بیضایی است.

## متن
بیضایی این فیلم‌نامه را سالِ ۱۳۷۹ نوشت. انتشاراتِ روشنگران و مطالعات زنان در ۱۳۸۱ به صورتِ کتاب منتشرش کرد.

## به زبان‌های دیگر
تینوش نظم‌جو این فیلم‌نامه را به فرانسوی درآورده است.

## فیلمِ ناساخته
سالِ ۱۳۷۹ لوکیشنِ ایستگاه سلجوق در ترکیه انتخاب شد؛ و سپس تهیه‌کننده از کار کنار کشید و ساختِ فیلم آغاز نشد.